# Chris Mepham
Christopher James Mepham (sinh ngày 5 tháng 11 năm 1997) là một cầu thủ bóng đá chuyên nghiệp người xứ Wales hiện thi đấu ở vị trí trung vệ cho câu lạc bộ AFC Bournemouth tại Giải bóng đá Ngoại hạng Anh và đội tuyển quốc gia Wales.